# Un poco de tu amor
«Un Poco De Tu Amor» es el cuarto sencillo lanzado del álbum Rebelde del grupo de pop mexicano más importante RBD el lanzamiento del sencillo fue solamente para México. Al principio la canción iba a ser el segundo sencillo pero un cambio hizo que fuera Sólo quédate en silencio pasando a ser el cuarto sencillo.
No llegó a tener video.
- Datos: Q7882065